# Bartolomeo I Querini
Bartolomeo I Querini (Venezia, anni 1230 circa – tra febbraio e marzo 1291) è stato un vescovo cattolico italiano.

## Biografia

### Origini
Figlio di Romeo Querini e di una Richelda (forse appartenente alla medesima famiglia), nacque probabilmente attorno agli anni 1230. La sua casata, attiva nei commerci sin dal XII secolo, stava conoscendo un momento di rapida ascesa sociale. Il primo a distinguersi in campo ecclesiastico fu lo zio Leonardo, primicerio di San Marco dal 1229 e patriarca di Grado dal 1238, cui seguirono lo stesso Bartolomeo e il fratello Giovanni; quest'ultimo, vescovo di Ferrara dal 1252, favorì il radicamento dei Querini in Polesine e nel Ferrarese.

### Carriera ecclesiastica
Pievano della chiesa di San Martino nel 1249 e poi della chiesa di Santa Maria Formosa fino al 1260, in quell'anno è citato in una lettera di papa Alessandro IV quale cappellano papale e pievano di San Bartolomeo, assicurandogli anche un beneficio, a scelta, nella diocesi di Torcello o nell'isola di Creta.
Prima del 1264 fu nominato canonico della cattedrale di San Pietro di Castello. In una lettera del 1º aprile dello stesso anno, infatti, è citato con questo ruolo in una lettera papa Urbano IV, il quale lo invitò a sostenere i diritti di un suo familiaris, tale Roberto da Bari, creditore nei confronti di un gruppo di cittadini e mercanti fiorentini; il Querini avrebbe dovuto convincere il suo vescovo Tommaso Franco a saldare un debito (contratto dai suoi predecessori) con questi fiorentini, in modo che essi potessero pagare Roberto da Bari.

### Vescovo di Castello
Morto il Franco all'inizio del 1268, al momento di eleggerne il successore si formarono due partiti, l'uno favorevole al Querini, l'altro schierato con il primicerio di San Marco Pietro Correr. Intervenne il pontefice, il quale, pur dichiarandosi vicino al Querini, chiese ai candidati di affidarsi all'arbitrato dei priori dei predicatori e dei minori di Venezia. A causa dell'opposizione del Correr, la questione si trascinò per molti anni fino all'intervento di papa Gregorio X, il quale, ritenendo l'elezione del Correr "meno canonica", decise di escluderlo, affidando, il 5 aprile 1275, la diocesi di Castello al Querini. Il presule ne ebbe subito pieno possesso, rendendo così la sede operativa dopo il lungo periodo di vacanza.
Risolta la vertenza, il Querini volle rasserenare i rapporti con il Correr, coinvolgendolo nella stesura di alcuni importanti atti giurisdizionali. Nel 1286, finalmente, il Correr fu promosso a patriarca latino di Costantinopoli, venendo sostituito nella carica di primicerio da Simeone Moro.
Il suo governo si caratterizzò per un importante riforma della liturgia, definita da un sinodo da lui convocato nel 1288. Le disposizioni che ne uscirono ci sono note in buona parte, poiché furono riprese dal Synodicon di Lorenzo Giustiniani del 1438.
Fu in lite con gli eremitani di Sant'Agostino e il 24 gennaio 1290 vietò loro di appellarsi contro una sua sentenza che vietava loro di occupare una casa di San Bartolomeo a scapito dei chierici della parrocchia. Ma i frati rifiutarono questa decisione, affermando di non riconoscere la giurisdizione del vescovo di Castello. Lo scontro tra eremitani e vescovi castellani si trascinerà anche durante l'episcopato dei successori, in particolare sotto Bartolomeo II Querini, suo nipote.
Nel 1290 acquistò una casa presso il rio di Castello dove fondò un ospizio, dedicato a San Bartolomeo,  in cui ricoverare almeno sedici infermi.
Prima del 14 febbraio 1291 fece testamento, lasciando al nipote Bartolomeo i suoi libri e una piccola croce che usava durante le celebrazioni. Presso il capitolo della cattedrale istituì sei preti mansionari, obbligati cioè a recitare una messa giornaliera e a partecipare alla recita del Divino Ufficio, in modo che questa proseguisse giorno e notte. Chiese inoltre al nipote di continuare l'opera di fondazione dell'ospedale di San Bartolomeo, completandolo con una chiesa.
Morto tra il febbraio e il marzo del 1291, gli successe il primicerio di San Marco Simeone Moro, sostituito a sua volta dal nipote Bartolomeo.